# Balkan blandede skove
Balkan blandede skove er ifølge både WWF og Det Europæiske Miljøagentur en terrestrisk økoregion i det sydøstlige Europa. Den hører til i biomet tempereret løvfældende skov og den palæarktiske zone.

## Geografi
Balkan blandede skove dækker en stor del af dalene, sletterne og bjergskråningerne på det østlige Balkan, hovedsageligt Bulgarien, i forskellige højder, undtagen højere dele af Rila- Rhodope- og Balkan- bjergene, hvor de erstattes af Rodope-bjergskovene. Området strækker sig ca. fra Drina-dalen til kysterne ved Sortehavet, Marmara og Det Ægæiske Hav og omfatter et areal på 224.400 km² i Albanien, Bosnien-Hercegovina, Bulgarien, Nordmakedonien, Serbien, Rumænien, Grækenland, Kosovo og Tyrkiet. Økoregionen er omgivet af Euxine-Colchiske løvskove (i Tyrkiet, Georgien og Bulgarien), Ægæiske og Vestlige Tyrkiet sklerofyle og blandede skove (i Grækenland), Pindusbjergene blandede skove (i Grækenland, Nordmakedonien og Albanien), Dinariske Bjerge blandet skove (i Montenegro og Bosnien-Hercegovina), pannoniske blandede skove (i Bosnien-Hercegovina, Serbien og Rumænien (se også Pannonien (floraområde)), Karpaternes bjergnåleskove, centraleuropæiske blandede skove (begge i Rumænien), samt den østeuropæiske skovsteppe og pontiske steppe (begge beliggende i Rumænien og Bulgarien).

## Klima
Klimaet i økoregionen er for det meste (efter Köppens klimaklassifikation) fugtige subtropiske (Cfa) til fugtige varme sommerkontinentale (Dfb) type, med våde vintre. Nogle områder med relativt høj nedbør er blevet betragtet som en rest af tempereret regnskov.

## Flora
Adskillige arter af løv- ege (mest fremtrædende Ungarsk eg, samt Frynseeg, Duneg og andre) dominerer de fleste af økoregionens skove, spredt højere oppe på bjergsider (over 800-1.200 m) mest med europæisk bøg og nåletræer som skovfyr, slangebarkfyr, silkefyr, ædelgran og rødgran. De højeste toppe understøtter den alpine tundravegetation .